# مفیستوفلس

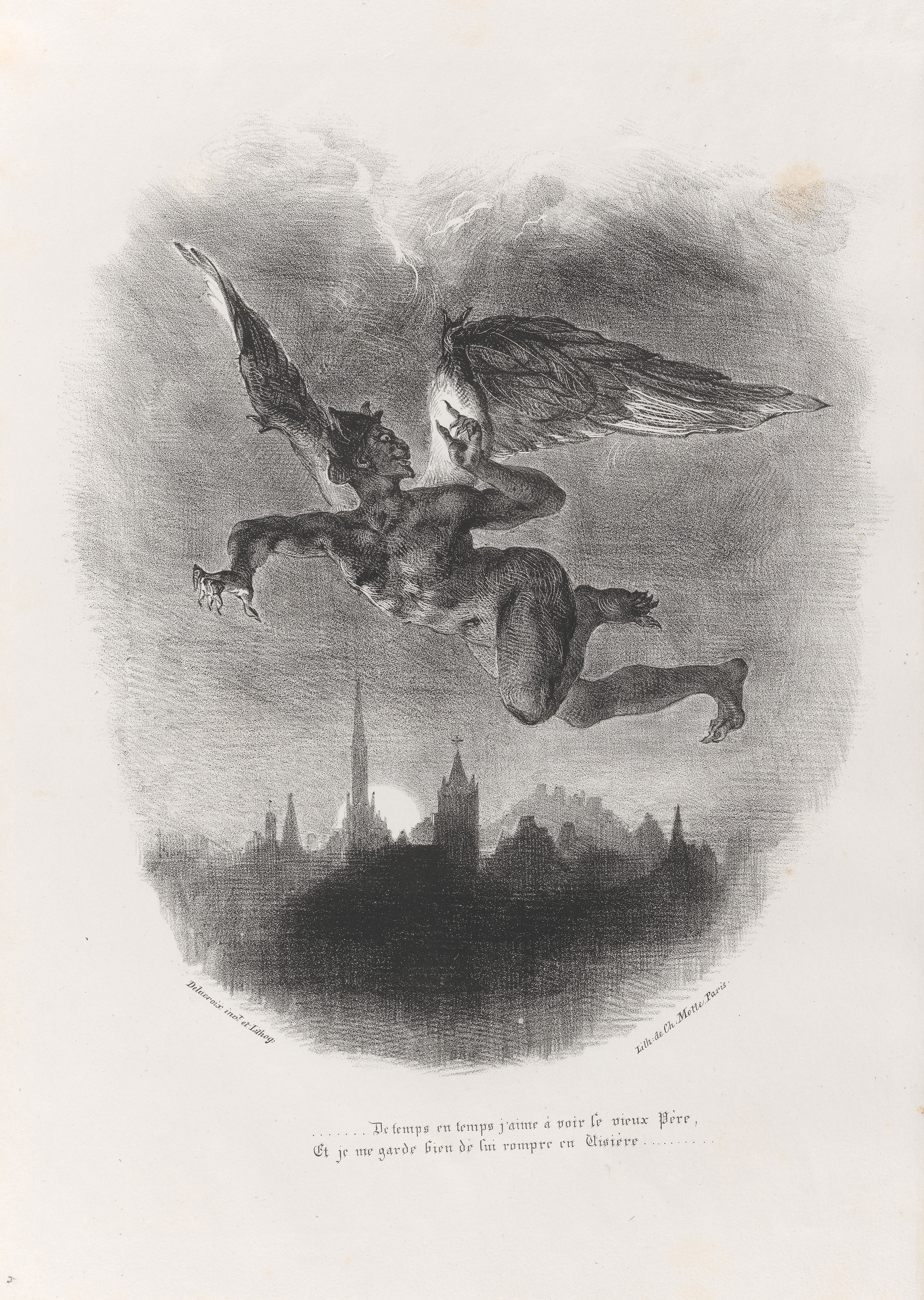
پرواز مفیستوفلس بر فراز ویتنبرگ، چاپ‌سنگی اثر اوژن دولاکروا

مفیستوفلس نامی است که در ادبیات فولکلور آلمانی به شیطان داده‌اند. این نام مخصوصاً پس از نمایشنامه گوته به کاربرد فزاینده‌تری رسید. پیش از آن از مفیستوفلس به عنوان پیشکار اهریمن یاد می‌شد که وظیفه‌اش وسوسه و تحریک آدمیان بود. نام اصلی برگرفته از یونانی است که به این ترتیب که: مِ (me) کلمه‌ای منفی به معنای نه، فوس (phos) به معنی نور و فیلوس (philus) به معنی دوستدار است. در مجموع کلمه مفوستوفیلوس، معنی متنفر از نور داشته‌است که به مرور زمان و در محاوره به صورت امروزی تغییر یافته‌است. به عقیده جمعی از مفسرین اشاره به این نکته است که شیطان اعظم (همانگونه که بر سر ایوب با خداوند شرط بست) اینک وظیفه منحرف ساختن یکی دیگر از بندگان خداوند را به پیشکار خود می‌سپارد. پس اینجا (در اثر فاوست گوته) مفیستوفلس نه خود شیطان که تنها پیشکار وی به‌شمار می‌رود. اما قابل ذکر است که چندجا در متن فاوست از مفیستوفلس با عناوین انحصاری شیطان یاد شده. پس می‌توان او را تجسم شیطان دانست.

## تفسیر شخصیت مفیستوفلس
با وجود اینکه مفیستوفلس در مقابل فاوست به عنوان اهریمن و نماینده شیطان ظاهر می‌شود، منتقدان بر این عقیده هستند که وی به دنبال فاسد کردن انسان نیست بلکه برای خدمتگزاری نزد اشخاص نفرین‌شده می‌رود و پس از به انجام رساندن خدمات، روح آن‌ها را به دوزخ می‌فرستد. او در برابر فاوست ظاهر می‌شود زیرا گمان می‌کند که وی فاسد شده‌است یا در خطر فساد قرار گرفته‌است.